# اندیس پل خواب
پل خواب یک اندیس  است که در حوالی شهر مرزن آباد استان تهران قرار دارد  و دیرینگی آن به دوران سن  می‌رسد. 